# Condado de Morrill
El condado de Morrill (en inglés: Morrill County), fundado en 1908 y con su nombre en honor al empresario Charles Henry Morrill, es un condado del estado estadounidense de Nebraska. En el año 2000 tenía una población de 5440 habitantes con una densidad de una persona por km². La sede del condado es Bridgeport.

## Geografía
Según la oficina del censo el condado tiene una superficie total de 3704 km² (1430,1 mi²), de los que 3688 km² (1423,9 mi²) son tierra y 26 km² (10,0 mi²) (0,42%) son agua.

## Condados adyacentes
- Condado de Box Butte - norte
- Condado de Sheridan - noreste
- Condado de Garden - este
- Condado de Cheyenne - sur
- Condado de Banner - oeste
- Condado de Scotts Bluff - oeste

## Demografía
Según el 2000 la renta per cápita media de los habitantes del condado era de 30 .35 dólares y el ingreso medio de una familia era de 36 673 dólares. En el año 2000 los hombres tenían unos ingresos anuales 27 107 dólares frente a los 19 271 dólares que percibían las mujeres. El ingreso por habitante era de 14 725 dólares y alrededor de un 14.70% de la población estaba bajo el umbral de pobreza nacional.

## Ciudades y pueblos
- Angora
- Bayard
- Bridgeport
- Broadwater